# Карл Боденшац
Карл Боденшац (на немски: Karl Bodenschatz) е германски генерал от авиацията на Луфтвафе. Адютант на Манфред фон Рихтхофен през Първата световна война и офицер за връзка между Херман Гьоринг и Адолф Хитлер през Втората световна война.

## Биография
Боденшац е роден в Рехау, Бавария. През 1910 г. се записва в 8-и пехотен баварски полк и е курсант във Военната академия в Мец до 1912 г. След избухването на Първата световна война участва в битката при Вердюн. След като е ранен четири пъти, през 1916 г. се прехвърля в Luftstreitkräfte като адютант на Jagdgeschwader 2. През юни 1918 г. Херман Гьоринг поема командването на ескадрона след смъртта на фон Рихтхофен.
След края на войната, Боденшац се присъединява към Райхсвера като редови офицер и служи в 21-ви пехотен полк от 1919 г. до април 1933 г. Поддържа приятелство с Гьоринг и се присъединява към Луфтвафе като военен адютант, като служи в това си качество до 1938 г. Посещава Великобритания през ноември 1938 г.
По време на Втората световна война е офицер за връзка между щабквартирата на Хитлер и главнокомандващ на Луфтвафе, докато не е тежко ранен през 1944 г. при заговора от 20 юли, когато бомба избухва във Вълчата бърлога в Растенбург, Източна Прусия. Боденшац има късмета да оцелее при експлозията, тъй като двама офицери отляво и един отдясно са убити.
Пленен е в Бад Райхенхал на 5 май 1945 г., а през 1946 г. е свикан като свидетел в Нюрнбергските процеси на главните военнопрестъпници и лежи 2 години в затвор. Умира в Ерланген, Западна Германия през 1979 г. на 88 години.